# Autobuses Santa Fe
Autobuses Santa Fe S.R.L., también conocida como Grupo Autobuses Santa Fe es una empresa argentina especializada en transporte, con sede en la Ciudad de Santa Fe, ubicada en la provincia homónima. Actualmente opera líneas de ómnibus en diferentes ciudades de Argentina.

## Historia
La empresa fue creada el 1 de abril de 2004.
El 9 de julio de 2007, la empresa Autobuses Santa Fe S.R.L. y Recreo S.R.L. – U.T.E. comienza a operar el Transporte Urbano de la ciudad de Villa Carlos Paz.
En 2008, Autobuses Santa Fe, junto con Marina Rita Ceaglio y Nancy Tocci adquieren la Empresa Recreo S.R.L. Ese mismo año, el 26 de julio, Recreo se hace cargo de los servicios de la empresa Pacú S.R.L., que operaba la línea 13. También en ese año, Autobuses Santa Fe y Recreo ingresaron como accionistas de la empresa San Fernando Urbanos S.R.L., con el que obtuvieron la concesión de las líneas 3 y 5 (que anteriormente operaba San Fernando Urbanos desde 2005 de forma precaria). El nuevo contrato de concesión con San Fernando Urbanos S.R.L. comenzó a regir el 1 de diciembre de 2008. Ese mismo mes, fue adquirida Buses Mercedes.
En diciembre de 2008, Autobuses Santa Fe y Recreo, junto a Inverbus comienzan a operar (a través de Inverbus S.A. Y Otros - Unión Transitoria de Empresas) en el Transporte Urbano de Pasajeros de San Miguel de Tucumán. En 2009, Inverbus se retira de la U.T.E., cambiando el nombre por el de Autobuses Santa Fe S.R.L. y Otro – Unión Transitoria de Empresas.
En 2009, la empresa 7 de Marzo (que era subsidiaria de Autobuses Santa Fe), le transfirió a otra subsidiaria, Recreo, 3 líneas de colectivos (5, 10 y 16). También le transfirió a la empresa ERSA Urbano (no vinculada a Autobuses Santa Fe) las otras 4 líneas (1, 3, 9 y 15) Las razones eran que 7 de Marzo tenía importantes deudas y que no podría ajustarse a las condiciones que exigían una nueva ordenanza municipal que regulaba el transporte. Ese mismo año, Autobuses Santa Fe y Recreo S.R.L. se convirtieron en los accionistas de las empresas Monte Cristo y Monte Malvi Bus.
El 9 de octubre de 2009, Autobuses Santa Fe y el municipio de la ciudad fueguina de Ushuaia firmaron el contrato para que la empresa santafesina preste el Transporte Urbano de Pasajeros de esa ciudad fueguina. La empresa comenzó a operar el servicio el 1 de noviembre.
En 2012, Autobuses Santa Fe le adquirió la empresa Indalo S.A. al Grupo Indalo, quien lo debía vender debido a que la Ley de Servicios de Comunicación Audiovisual prohíbe que los grupos licenciatarios de medios de comunicación ser concesionarios de servicios públicos. Ese mismo año, Autobuses Santa Fe forma junto con las empresas ERSA, D.O.T.A., y Nuevos Rumbos una Unión Transitoria de Empresas para operar la empresa General Tomás Guido (que se había declarado en concurso de acreedores en mayo de ese mismo año).
En noviembre de 2012, Autobuses Santa Fe y el Municipio de la Ciudad santacruceña de Caleta Olivia, firmaron un acuerdo donde se creaba un consorcio de cooperación entre el municipio y la empresa bajo el nombre de fantasía de Autobuses Caleta Olivia. El consorcio comenzó a prestar servicio el 21 de ese mismo mes.
En 2013, la empresa comenzó a operar en el transporte urbano de pasajeros de la Ciudad de Córdoba. Originalmente, prestó a través de una U.T.E. con ERSA Urbano, con el que operó las líneas de la empresa T.A.M.S.E. entre septiembre de 2013 y marzo de 2014, mes en el que comenzó a regir el nuevo sistema de transporte y ERSA y Autobuses Santa Fe se repartieron los corredores de TAMSE. Ese mismo año, la empresa adquiere la Empresa Línea Siete (de Ensenada), pese a haber sido desmentida por la empresa bonaerense.
El 24 de agosto de 2013, Autobuses Santa Fe empieza a operar el Transporte Urbano de la Ciudad de Santa Rosa en reemplazo de la empresa Plaza.
En enero de 2014, tras la quita de la concesión de Transporte Carlos Paz S.R.L. del Corredor Tanti - Cuesta Blanca, se le otorga la prestación del servicio a Autobuses Santa Fe y a Sierra Bus (esta última no quiso hacerse cargo del servicio). La empresa comenzó a prestar el servicio en febrero.
En noviembre de 2014, Empresa Línea Siete se presentó como la única oferente para prestar el servicio de transporte urbano de pasajeros de la ciudad santacruceña de Río Gallegos (en esos momentos operada por TAISUR), siendo posteriormente la adjudicataria del servicio. La empresa comenzó a operar el servicio el 1 de enero de 2015.
El 17 de diciembre de 2014, se dio a conocer que Autobuses Santa Fe iba a reemplazar a la empresa local 3 de Mayo, en la prestación del Transporte Urbano de Pasajeros de San Carlos de Bariloche. El traspazo se efectivizó el 1 de enero de 2015.
El 30 de enero de 2015, la Empresa Línea Siete y el municipio de la ciudad fueguina de Río Grande firmaron el contrato para que la empresa ensenadense preste el Transporte Urbano de Pasajeros de esa ciudad fueguina, en reemplazo de TAIKRE. El traspaso se efectivizó el 1 de marzo.
El 1 de noviembre de 2015, Autobuses Santa Fe transfirió todos los servicios de la empresa Línea Siete en Río Gallegos y Río Grande a su subsidiaria cordobesa Monte Cristo. A pesar de que los medios dicen que toda Línea Siete pasó a ser Monte Cristo, se desconocía la situación de si la empresa también transfirió los servicios del Gran La Plata a Monte Cristo. Ese mismo día, Monte Cristo y Monte Malvi Bus dejaron de prestar servicio entre Monte Cristo y Ciudad de Córdoba, siendo reemplazados por Fono Bus.
El 11 de noviembre de 2015, se dio a conocer que la Empresa Línea Siete entró en quiebra y que le habría solicitado al Municipio de La Plata transferir 3 líneas locales y varios ramales de sus líneas provinciales a empresas locales.

## Subsidiarias
- Autobuses Caleta Olivia (Autobuses Santa Fe S.R.L. y Municipalidad de Caleta Olivia - Consorcio de Cooperación) Fue creada en 2012.
- Autobuses Santa Fe S.R.L. y Recreo S.R.L. – U.T.E.
- Autobuses Santa Fe S.R.L. y Otro – U.T.E.
- Buses Mercedes S.R.L.
- Empresa Línea Siete, fue fundada en 1939.[62] La empresa es accionista de Fuerte Barragán S.A.T.[33]
- Empresa Recreo S.R.L. Fue creada en 18 de marzo de 1970.[4] Autobuses Santa Fe, junto con Rita Ceaglio y Nancy Tocci, adquirieron la empresa en 2008.[4]
- General Tomas Guido S.A. Fue fundada en 1969.[63]
- Indalo S.A. Fue fundada en 1998 por el Grupo Indalo y opera desde ese año en la ciudad de Neuquén.[64] En 2006, comenzó a operar en Plottier.[65] Autobuses Santa Fe es accionista de la empresa en un 98%, mientras que Gerardo Ingaramo (uno de los accionistas de Autobuses Santa Fe) lo es en un 2%.[18][19]
- Monte Malvi Bus S.R.L. Autobuses Santa Fe y Recreo son accionistas en un 50% cada una.[15]
- San Fernando Urbanos S.R.L.
- Transporte Monte Cristo S.A. Autobuses Santa Fe y Recreo son accionistas en un 24% cada una.[14]
- Transporte Las Heras S.R.L. Grupo Autobuses Santa Fe se robó la licitación pyme familiar (552) en Lomas de Zamora.

## Servicios

### Ciudad deSanta Fe
| Línea   | Empresa operadora         | Cabeceras                                   |
| ------- | ------------------------- | ------------------------------------------- |
| 4       | Autobuses Santa Fe S.R.L. | - Riobamba y Azcuénaga                      |
| 5       | Empresa Recreo S.R.L.     | - Avda. Santa Fe y Teniente Loza            |
| 8       | Autobuses Santa Fe S.R.L. | - Sarmiento y Callejón Funes                |
| 10      | Empresa Recreo S.R.L.     | - Avda. Aristóbulo del Valle y Los Paraísos |
| 11      | Empresa Recreo S.R.L.     | - Lamadrid y Malaver                        |
| 13      | Empresa Recreo S.R.L.     | - Alto Verde - Escuela Nº 533               |
| 14      | Autobuses Santa Fe S.R.L. | - Riobamba y Azcuénaga                      |
| 16      | Empresa Recreo S.R.L.     | - 1.º de Mayo entre French y Avda. Gorriti  |
| 18      | Empresa Recreo S.R.L.     | - Calle Pública y Misiones                  |
| 21      | Empresa Recreo S.R.L.     | - 1.º de Mayo entre French y Avda. Gorriti  |
| Ronda A | Autobuses Santa Fe S.R.L. | - Conecta líneas 1, 5 y 15                  |
| Ronda B | Autobuses Santa Fe S.R.L. | - Conecta líneas 4, 10, 14 y 16             |
| Recreo  | Empresa Recreo S.R.L.     | - Recreo - Santa Fe                         |

### Ciudad deVilla Carlos Paz
| Línea    | Empresa operadora                                  | Cabeceras                              |
| -------- | -------------------------------------------------- | -------------------------------------- |
| B1       | Autobuses Santa Fe S.R.L. y Recreo S.R.L. – U.T.E. | - La Calera - Illia y Gob. Peña        |
| B2       | Autobuses Santa Fe S.R.L. y Recreo S.R.L. – U.T.E. | - La Calera - Avda. Bach y L. de Rueda |
| B5       | Autobuses Santa Fe S.R.L. y Recreo S.R.L. – U.T.E. |                                        |
| B6       | Autobuses Santa Fe S.R.L. y Recreo S.R.L. – U.T.E. |                                        |
| B7       | Autobuses Santa Fe S.R.L. y Recreo S.R.L. – U.T.E. |                                        |
| SD       | Autobuses Santa Fe S.R.L. y Recreo S.R.L. – U.T.E. |                                        |
| B9       | Autobuses Santa Fe S.R.L. y Recreo S.R.L. – U.T.E. |                                        |
| Nocturno | Autobuses Santa Fe S.R.L. y Recreo S.R.L. – U.T.E. |                                        |

### Provincia de Córdoba- Corredores provinciales
| Corredor                                 | Empresa operadora         |
| ---------------------------------------- | ------------------------- |
| Cuesta Blanca - Villa Carlos Paz - Tanti | Autobuses Santa Fe S.R.L. |

### Ciudad deUshuaia
| Línea | Empresa operadora         | Cabeceras                                         |
| ----- | ------------------------- | ------------------------------------------------- |
| A     | Ushuaia integral          | - Rotonda de "El Indio" - Avda. Leandro N. Alem   |
| B     | Autobuses Santa Fe S.R.L. | - Rotonda de "El Indio" - Avda. Hipólito Irigoyen |
| C     | Autobuses Santa Fe S.R.L. | - De Los Renos - Avda. Maipú                      |

### Ciudad deTucumán
| Línea | Empresa operadora                         | Cabeceras                                               |
| ----- | ----------------------------------------- | ------------------------------------------------------- |
| 10    | Autobuses Santa Fe S.R.L. y Otro – U.T.E. | - Los Plátanos-Villa Amalia - Los Plátanos-San Cayetano |
| 110   | Autobuses Santa Fe S.R.L. y Otro – U.T.E. | - El Manantial-Terminal de Ómnibus                      |
| 142   | Autobuses Santa Fe S.R.L. y Otro – U.T.E. | - Lomas de Tafi                                         |

### Ciudad deResistencia
| Línea | Empresa operadora           | Cabeceras |
| ----- | --------------------------- | --- |
| 5     | San Fernando Urbanos S.R.L. | - Av. Juan Manuel de Rosas y La Rioja                                                                            |
| 122   | Buses Mercedes S.R.L.       | - Las Piedras y Fray Mamerto Esquiú (Barranqueras) - Puerto Vilelas - Av. Soberanía Nacional y Av. Gral. Mosconi |

### Ciudades deNeuquényPlottier
| Línea            | Empresa operadora      | Cabeceras                                                |
| ---------------- | ---------------------- | -------------------------------------------------------- |
| 1                | Autobuses Neuquén S.A. | - Gran Neuquén Norte - Área Centro Sur                   |
| 4                | Autobuses Neuquén S.A. | - Villa Ceferino - Área Centro Este - La Sirena          |
| 5A               | Autobuses Neuquén S.A. | - Cuenca XV - Confluencia                                |
| 5B               | Autobuses Neuquén S.A. | - Cuenca XV - Confluencia                                |
| 6                | Autobuses Neuquén S.A. | - Gran Neuquén Sur - Área Centro Sur                     |
| 7A               | Autobuses Neuquén S.A. | - Cuenca XV - Área Centro Oeste                          |
| 7B               | Autobuses Neuquén S.A. | - Gran Neuquén Norte - Área Centro Oeste                 |
| 8                | Autobuses Neuquén S.A. | - Gran Neuquén Sur - Área Centro Sur                     |
| 9                | Autobuses Neuquén S.A. | - Gran Neuquén Norte - Área Centro Este                  |
| 12               | Autobuses Neuquén S.A. | - Valentina Norte Rural - Mariano Moreno                 |
| 13               | Autobuses Neuquén S.A. | - HIPEBA - Ciudad Industrial                             |
| 14               | Autobuses Neuquén S.A. | - Valentina Norte Rural - Río Grande                     |
| 15               | Autobuses Neuquén S.A. | - Confluencia - Área Centro Oeste - Terrazas del Neuquén |
| 101              | Autobuses Neuquén S.A. | - Barrio 120 Viviendas - Área Centro Este                |
| 102              | Autobuses Neuquén S.A. | - Área Centro Este - Las Perlas                          |
| 501              | Autobuses Neuquén S.A. | - J. Harce y Gral. San Martín - Área Centro Este         |
| 502              | Autobuses Neuquén S.A. | - Barrio Héroes de Malvinas - Área Centro Este           |
| 50A (Provincial) | Autobuses Neuquén S.A. | - Neuquén - Plottier                                     |
| 50B (Provincial) | Autobuses Neuquén S.A. | - Neuquén - Plottier                                     |
| Urbano Plottier  | Indalo S.A.            |                                                          |

### Ciudad deCaleta Olivia
| Línea | Empresa operadora                                                                     | Cabeceras                                   |
| ----- | ------------------------------------------------------------------------------------- | ------------------------------------------- |
| A     | Autobuses Santa Fe S.R.L. y Municipalidad de Caleta Olivia - Consorcio de Cooperación | - 3 de febrero - Rotary 23                  |
| B     | Autobuses Santa Fe S.R.L. y Municipalidad de Caleta Olivia - Consorcio de Cooperación | - 3 de febrero - Centenario                 |
| C1    | Autobuses Santa Fe S.R.L. y Municipalidad de Caleta Olivia - Consorcio de Cooperación | - 17 de Octubre - Mar del Plata - Los Pinos |
| C2    | Autobuses Santa Fe S.R.L. y Municipalidad de Caleta Olivia - Consorcio de Cooperación | - 17 de Octubre - Los Pinos                 |
| D     | Autobuses Santa Fe S.R.L. y Municipalidad de Caleta Olivia - Consorcio de Cooperación | - Perito Moreno - 17 de Octubre             |
| E     | Autobuses Santa Fe S.R.L. y Municipalidad de Caleta Olivia - Consorcio de Cooperación | - Zona de Chacras - General Paz             |

### Gran Buenos Aires
| Línea | Empresa operadora                                                   | Cabeceras                                                                            |
| ----- | ------------------------------------------------------------------- | ------------------------------------------------------------------------------------ |
| 9     | General Tomas Guido S.A.                                            | Retiro - Villa Caraza                                                                |
| 25    | General Tomas Guido S.A.                                            | Sáenz Peña - La Boca                                                                 |
| 84    | General Tomas Guido S.A.                                            | Villa del Parque - Constitución                                                      |
| 164   | General Tomas Guido S.A.C.I.F                                       | Plaza Once - Lanús - Lomas de Zamora - Burzaco - Monte Grande - Nueva Pompeya        |
| 271   | General Tomas Guido S.A.                                            | Burzaco - Avellaneda - Lomas                                                         |
| 277   | Compañía La Paz - Amador Moure S.A.C.I.F.A.                         | Shopping Auchan - Avellaneda - Estación Lanús - Cruce Lomás                          |
| 299   | General Tomas Guido S.A.                                            | Estación Lanús - Estación Banfield - San José                                        |
| 373   | General Tomas Guido S.A.                                            | Barrio La Paz - Frigorífico Anglo - Destilería Dock Sud                              |
| 384   | General Tomas Guido S.A.                                            | Solano - Adrogué                                                                     |
| 514   | Transporte Larrazabal C.I.S.A. - Autobuses Buenos Aires S.R.L. (UT) | Burzaco - Loma Verde - Adrogué - Barrio Don Orione - Claypole - San Francisco Solano |
| 540   | Autobuses Santa Fe S.R.L.                                           | Estación Lomas de Zamora - Puente de la Noria                                        |
| 542   | Compañía La Paz - Amador Moure S.A.C.I.F.A.                         | Estación Lomas de Zamora - Puente de la Noria                                        |
| 548   | Autobuses Santa Fe S.R.L.                                           | Estación Banfield- Tribunales de Banfield                                            |
| 550   | Autobuses Santa Fe S.R.L.                                           | Estación Lomas de Zamora - Cementerio de Lomas - Fiorito - Pte. la Noria             |
| 551   | Compañía La Paz - Amador Moure S.A.C.I.F.A.                         | Estación Lomas de Zamora - Puente de la Noria                                        |
| 552   | Autobuses Santa Fe S.R.L.                                           | Estación Banfield - Universidad de Lomas de Zamora                                   |
| 553   | Autobuses Santa Fe S.R.L.                                           | Estación Lomas de Zamora - Puente de la Noria                                        |
| 570   | General Tomas Guido S.A.                                            | Villa Castellino - Avellaneda - Villa Corina                                         |

### Ciudad deSanta Rosa
| Línea           | Empresa operadora | Cabeceras                                                     |
| --------------- | ----------------- | ------------------------------------------------------------- |
| 1               | EMTU              | - Río Atuel - Hospital                                        |
| 2               | EMTU              | - Sur - Plurianual                                            |
| 3A              | EMTU              | - Sur - Malvinas Argentinas                                   |
| 3B              | EMTU              | - Sur - Industrial - Tito Fuertes                             |
| 3C              | EMTU              | - Malvinas Argentinas - Parque Industrial/Cementerio Parque   |
| 4               | EMTU              | - Germinal - Los Hornos                                       |
| 5               | EMTU              | - Recorrido Circular Horario - Recorrido Circular Antihorario |
| 6               | EMTU              | - Barrio Sagrado Corazón de Jesús - Centro                    |
| 7               | EMTU              | - Los Fresnos - Hospital                                      |
| 8 (Diferencial) | EMTU              | - Barrio Escondido - Centro                                   |

### Ciudad de Córdoba
La empresa funcionó en la ciudad de Córdoba bajo la gerencia de Grupo ERSA entre 2014 y mediados de octubre de 2021, cuando las líneas que tenía quedaron definitivamente bajo la gestión de ERSA.
| Línea | Empresa operadora  | Cabeceras                             |
| ----- | ------------------ | ------------------------------------- |
| 40    | AUCOR (Grupo ERSA) | - 20 de junio - Liceo Tercera Sección |
| 41    | AUCOR (Grupo ERSA) | - Guiñazú - Ciudad Universitaria      |
| 42    | AUCOR (Grupo ERSA) | - General Mosconi - Los Robles        |
| 43    | AUCOR (Grupo ERSA) | - 20 de Junio - Polo Sanitario        |
| 44    | AUCOR (Grupo ERSA) | - Villa Unión - General Mosconi       |
| 500   | AUCOR (Grupo ERSA) | - 1.er. anillo, sentido horario       |
| 501   | AUCOR (Grupo ERSA) | - 1.er. anillo, sentido antihorario   |
| 600   | AUCOR (Grupo ERSA) | - 2.º anillo, sentido horario         |
| 601   | AUCOR (Grupo ERSA) | - 2.º anillo, sentido antihorario     |

### Gran La Plata-Empresa Línea Siete
| Línea         | Empresa operadora                                                         | Cabeceras                                            |
| ------------- | ------------------------------------------------------------------------- | ---------------------------------------------------- |
| 275           | Fuerte Barragán S.A.T.                                                    | - La Plata - Ensenada                                |
| 307           | Empresa Línea Siete S.A.T.                                                | - Ensenada - La Plata - Oliden (Partido de Brandsen) |
| 506           | Empresa Línea Siete S.A.T.                                                | - La Plata                                           |
| 518           | Empresa Línea Siete S.A.T.                                                | - Aeropuerto de La Plata - República de los Niños    |
| Este          | Empresa Línea Siete S.A.T.                                                | - La Plata                                           |
| Universitaria | Unión Platense S.R.L., Empresa Línea Siete S.A.T. y Nueve de Julio S.A.T. | - La Plata Rondin                                    |

### Ciudad deSan Carlos de Bariloche
| Línea       | Empresa operadora         | Cabeceras                                                    |
| ----------- | ------------------------- | ------------------------------------------------------------ |
| 10          | Autobuses Santa Fe S.R.L. | - Terminal - Colonia Suiza                                   |
| 11 (Verano) | Autobuses Santa Fe S.R.L. | - Terminal - Colonia Suiza                                   |
| 20          | Autobuses Santa Fe S.R.L. | - Terminal - Llao Llao                                       |
| 21          | Autobuses Santa Fe S.R.L. | - Terminal - Covibar - 2 de Agosto                           |
| 22          | Autobuses Santa Fe S.R.L. | - Terminal - Península San Pedro                             |
| 30          | Autobuses Santa Fe S.R.L. | - Centro - Barrio Arrayanes                                  |
| 31          | Autobuses Santa Fe S.R.L. | - Centro - Barrop Vivero                                     |
| 40          | Autobuses Santa Fe S.R.L. | - Centro - Barrio El Pilar 1 y 2                             |
| 41          | Autobuses Santa Fe S.R.L. | - Centro - Villa Lago Gutiérrez                              |
| 50          | Autobuses Santa Fe S.R.L. | - Centro - Villa Los Coihues                                 |
| 51          | Autobuses Santa Fe S.R.L. | - Centro - km 15,500 de la Av. Bustillo                      |
| 61          | Autobuses Santa Fe S.R.L. | - Barrio El Frutillar - Barrio San Francisco I               |
| 72          | Autobuses Santa Fe S.R.L. | - Centro - Aeropuerto Internacional Teniente Luis Candelaria |

### Ciudad deRío Gallegos
| Línea | Empresa operadora            | Cabeceras                       |
| ----- | ---------------------------- | ------------------------------- |
| A     | Transporte Monte Cristo S.A. | - Zona Oeste - Zona Sur         |
| B     | Transporte Monte Cristo S.A. | - Zona Noroeste - Zona Sureste  |
| C     | Transporte Monte Cristo S.A. | - Zona Noroeste - Zona Suroeste |
| E     | Transporte Monte Cristo S.A. | - Terminal - Barrio San Benito  |

### Ciudad deRío Grande
| Línea | Empresa operadora            | Cabeceras                     |
| ----- | ---------------------------- | ----------------------------- |
| A     | Transporte Monte Cristo S.A. | Barrio Austral - Chacra XIII  |
| B     | Transporte Monte Cristo S.A. | Chacra IV - Parque Industrial |
| C     | Transporte Monte Cristo S.A. | Barrio Austral - Chacra II    |

## Galería de imágenes

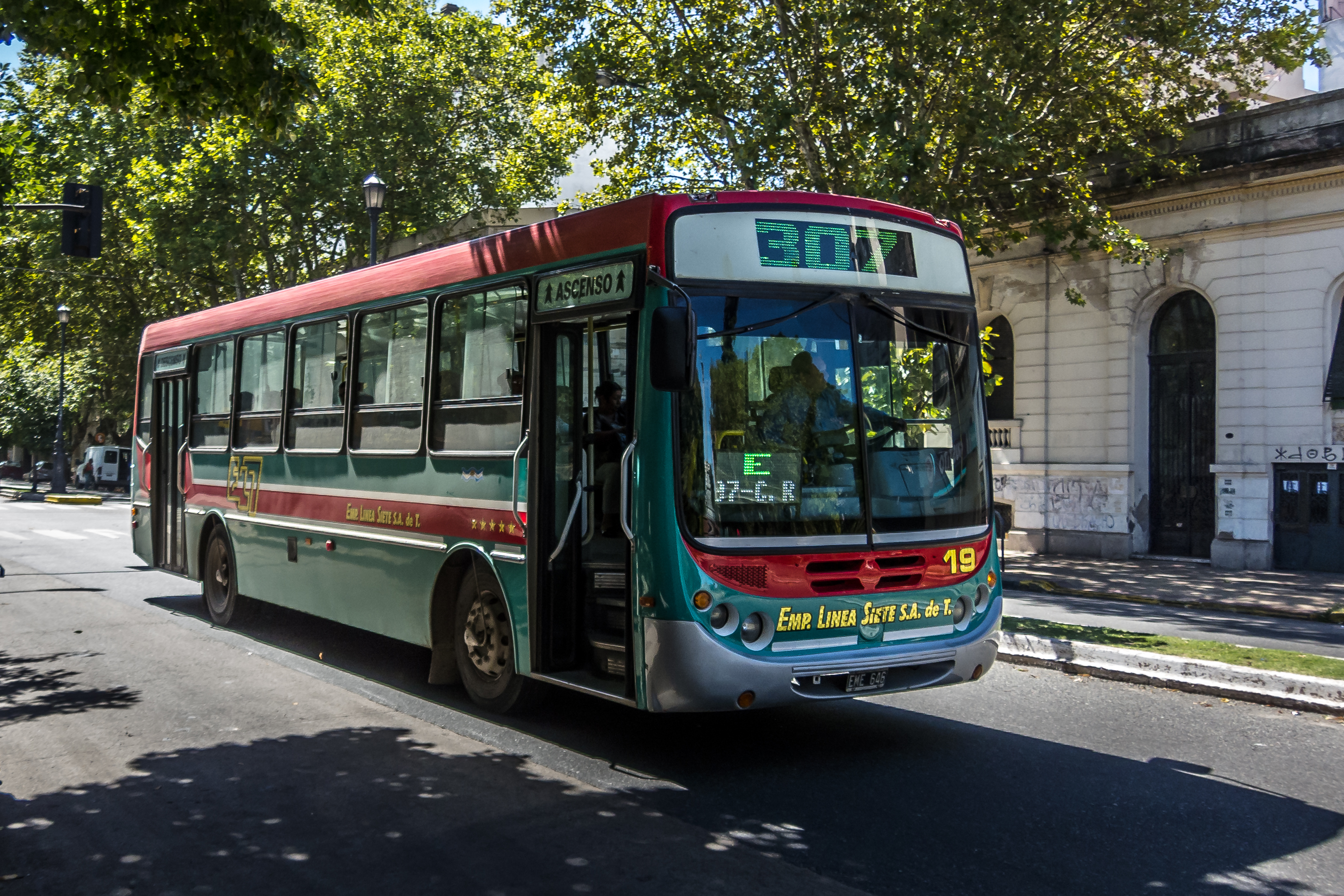
Unidad de la Línea 307 (Empresa Línea Siete).
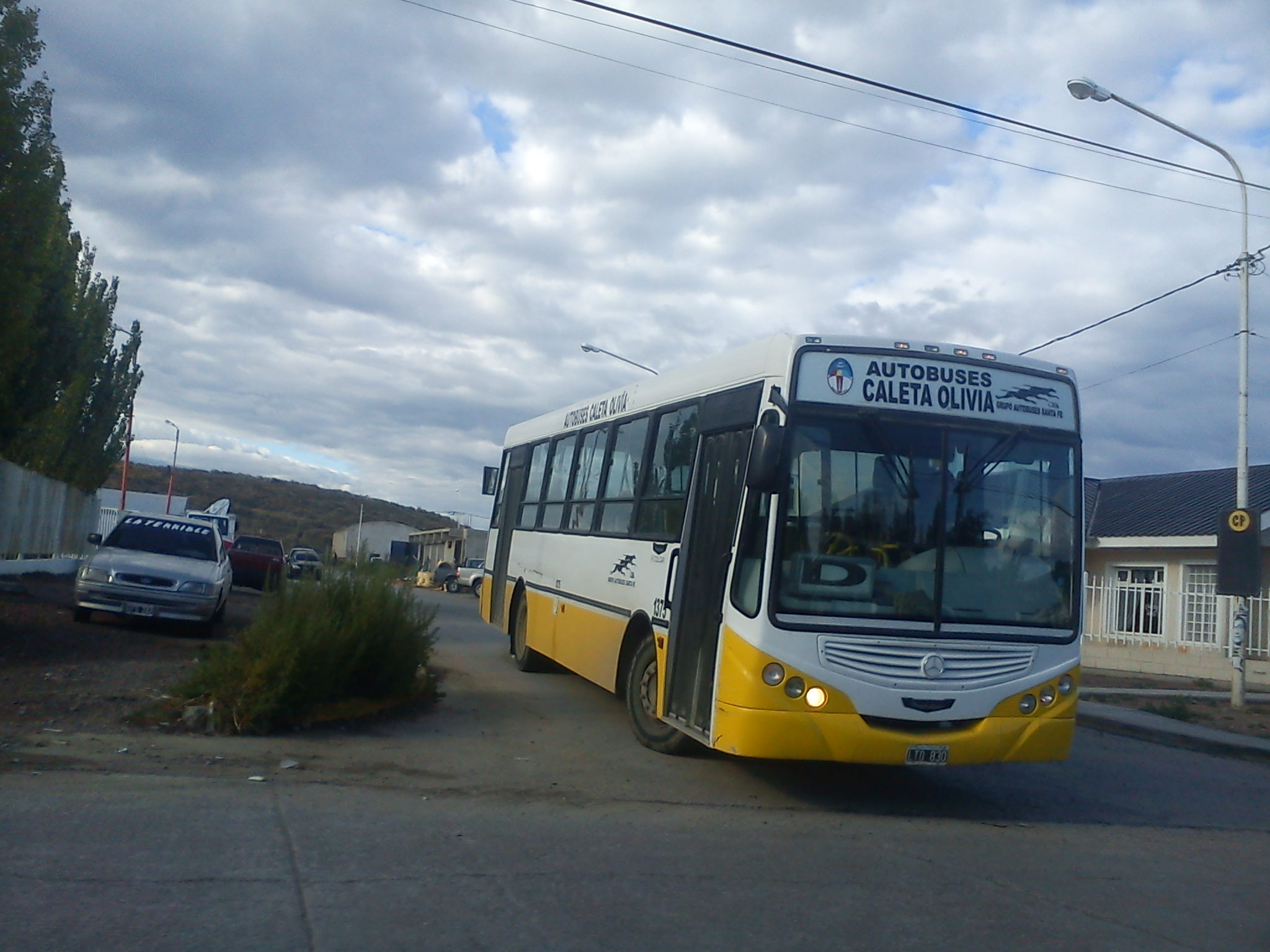
Unidad de la Línea D (Autobuses Caleta Olivia).
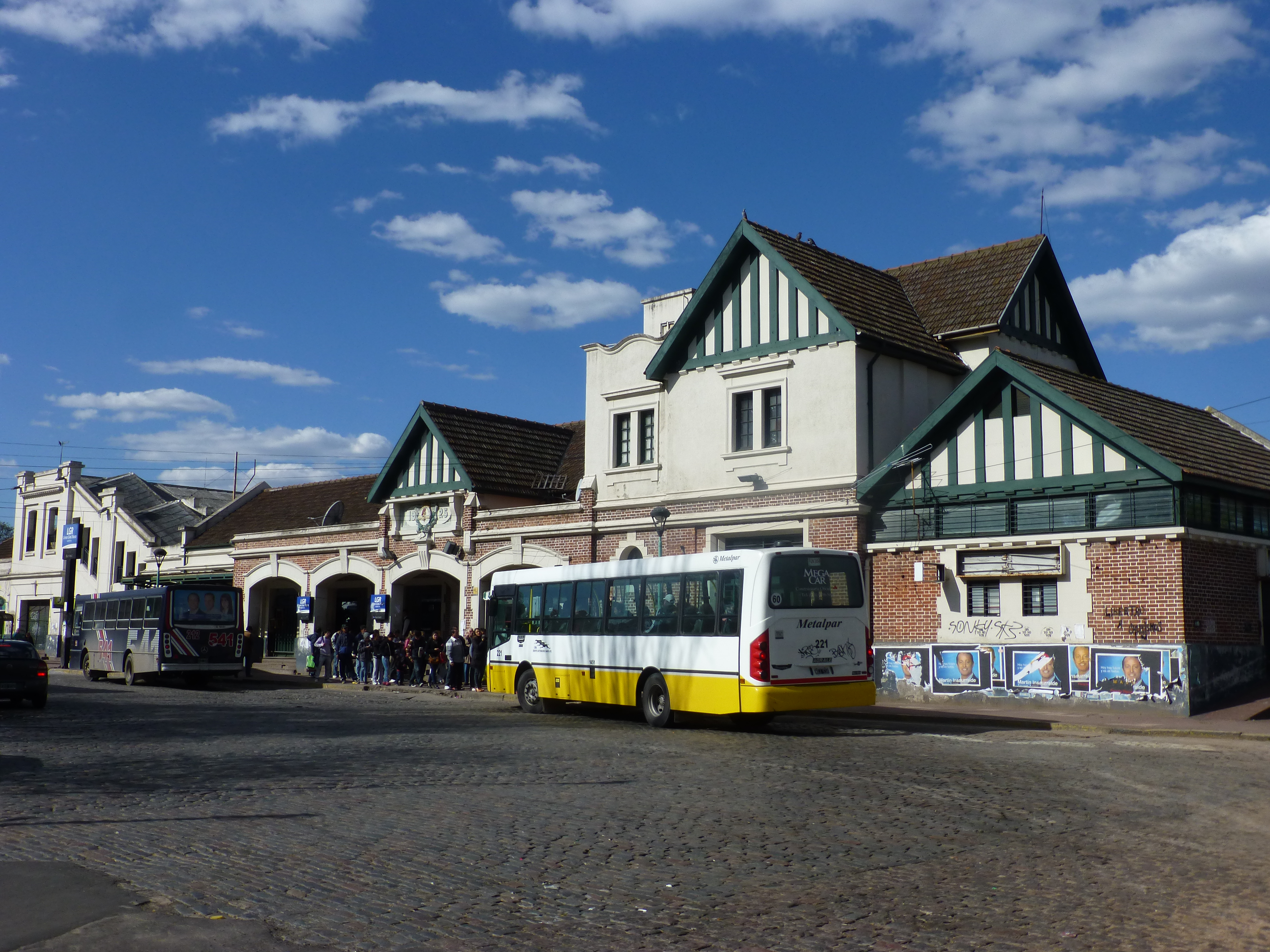
Unidad de la Línea 552 (Autobuses Buenos Aires).